# Trang viên tại Cieślach

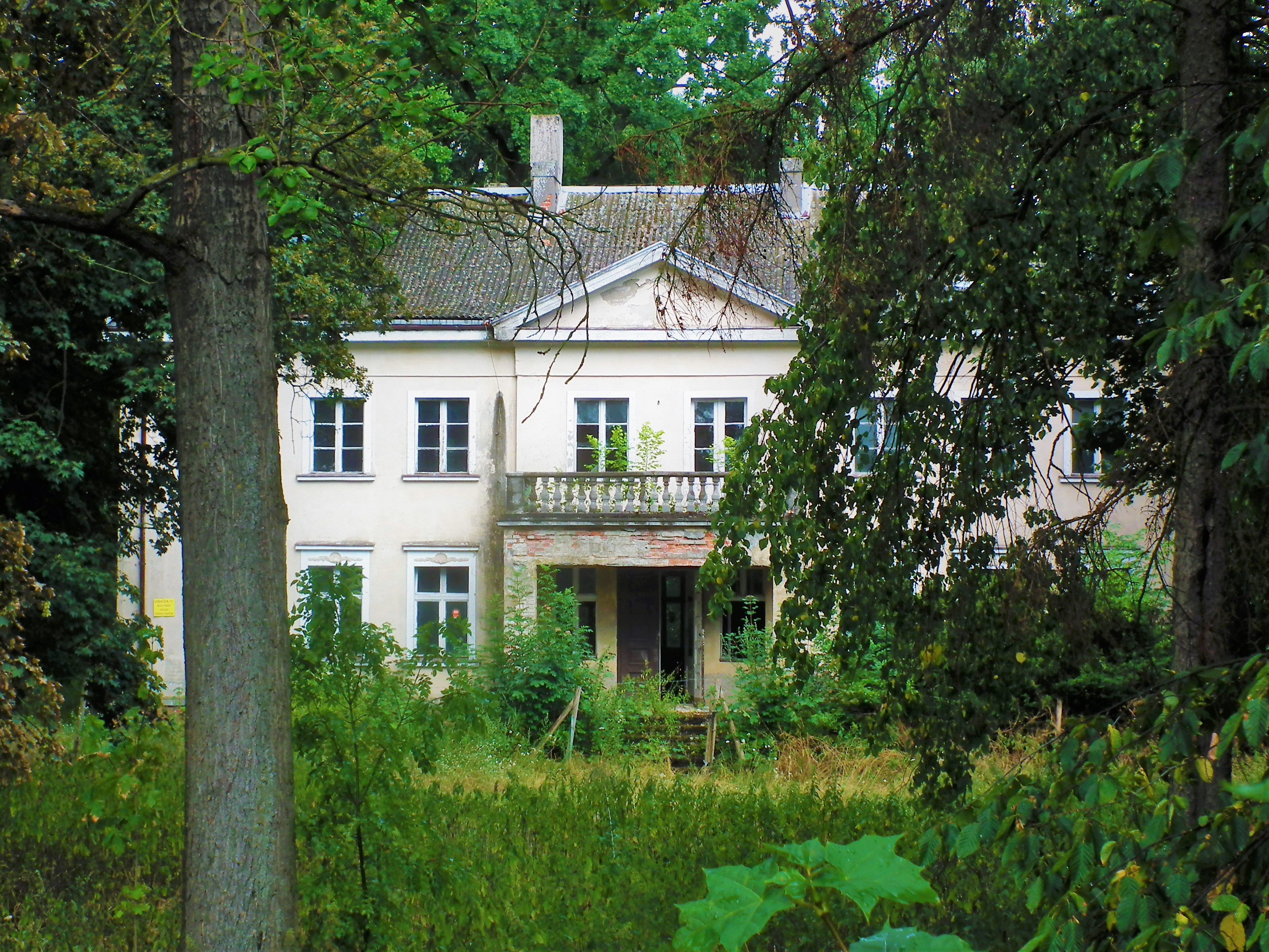
Mặt tiền trang viên. Ảnh chụp năm 2019

Trang viên tại Cieślach (tiếng Ba Lan: Dwór w Cieślach) là trang viên tọa lạc ở làng Cieśle (gmina Buk, Poznański, Ba Lan).

## Lịch sử
Đầu tthế kỷ 19, Trang viên do người Đức quản lý. Cuối thế kỷ 19, làng Cieśle có 1899 mẫu đất định cư, 12 ngôi nhà, 162 cư dân. Năm 1881, August Richta là chủ sở hữu của điền trang. Sau năm 1918, ngôi làng do gia đình Chłapowski - Tadeusz tiếp quản, vào năm 1939 là con trai ông, Zygmunt. Năm 1926, diện tích của điền trang lên tới 485 héc-ta.

## Kiến trúc
Trang viên ở Cieślach xây dựng vào giữa thế kỷ XIX. Đó là một ngôi nhà một tầng với gác xép , mái hiên bằng gỗ và một phần mở rộng của mái nhà về ba phía. Ngôi nhà nhà có hình chiếu trên bản thiết kế là hình chữ L.
Đến năm 2010, trang viên đã có người ở và trong tình trạng bảo tồn tốt . Ngày nay trang viên là một ngôi nhà nhiều tầng có ban-công làm bằng gạch.

## Công viên
Quần thể trang viên Cieślach được bao quanh bởi công viên cảnh quan với diện tích 3,46 héc-ta, gồm nhiều di tích tự nhiên và khu phức hợp trang trại liền kề.